# Ashin Wirathu
Ashin Wirathu (Kyaukse, 10 juli 1968) is een boeddhistische monnik uit Myanmar en de spirituele leider van de nationalistische 969 Beweging.

## Achtergrond
Wirathu is geboren in 1968 nabij Mandalay, hij verliet school op een leeftijd van 14 jaar waarna hij monnik werd. Sinds 2001 is hij actief bij de 969 Beweging, hij was daar 2 jaar actief toen hij werd veroordeeld tot 25 jaar cel voor zijn anti-islamitische preken. In 2010 werd hij samen met veel andere politieke gevangenen vrijgelaten. Sinds de politieke veranderingen in Myanmar van 2011 is hij actief op veel sociale media, waaronder YouTube.

## Houding tegenover islam
Wirathu is zowel nationaal als internationaal zeer bekend vanwege zijn kritische houding tegenover de islam. In zijn preken vertelt hij onder meer over hoe hij de islamitische Rohingya als een gevaar ziet voor het boeddhisme en het land Myanmar als geheel. Volgens Wirathu zal Myanmar steeds meer onder islamitische invloedssferen vallen wanneer er geen actie wordt ondernomen om de mogelijke islamisering tegen te gaan. Om deze reden roept hij onder andere op tot het boycotten van bedrijven en winkels die in handen zijn van moslims.
Op 21 juli 2013 explodeerde een bom nabij Wirathu, hij raakte echter niet gewond. Vijf anderen, waaronder een boeddhistische monnik, hadden wel verwondingen. Deze aanslag zag Wirathu als het werk van moslim-extremisten die hem de mond zouden willen snoeren.

## Internationale samenwerking
In september 2014 vond een conferentie plaats in Colombo georganiseerd door de Sri Lankaanse boeddhistische beweging Bodu Bala Sena. Tijdens deze conferentie werden afspraken gemaakt tussen de 2 organisaties om een samenwerking aan te gaan. Op deze wijze hopen ze krachtiger te kunnen optreden om de eigen cultuur te kunnen beschermen tegen verregaande islamisering.